# Wouldn’t Get Far
Wouldn’t Get Far – singiel amerykańskiego rapera The Game’a. Utwór pochodzi z albumu Doctor’s Advocate z roku 2006. Gościnnie występuje Kanye West. Do singla powstał teledysk.

## Lista utworów
1. „Wouldn’t  Get Far” (Album Version Explicit) (4:11)
2. „Wouldn’t  Get Far” (Clean Version) (3:51)
3. „Wouldn’t Get Far” (Clean Radio Edit) (3:38)